# Annen-Mitte-Süd

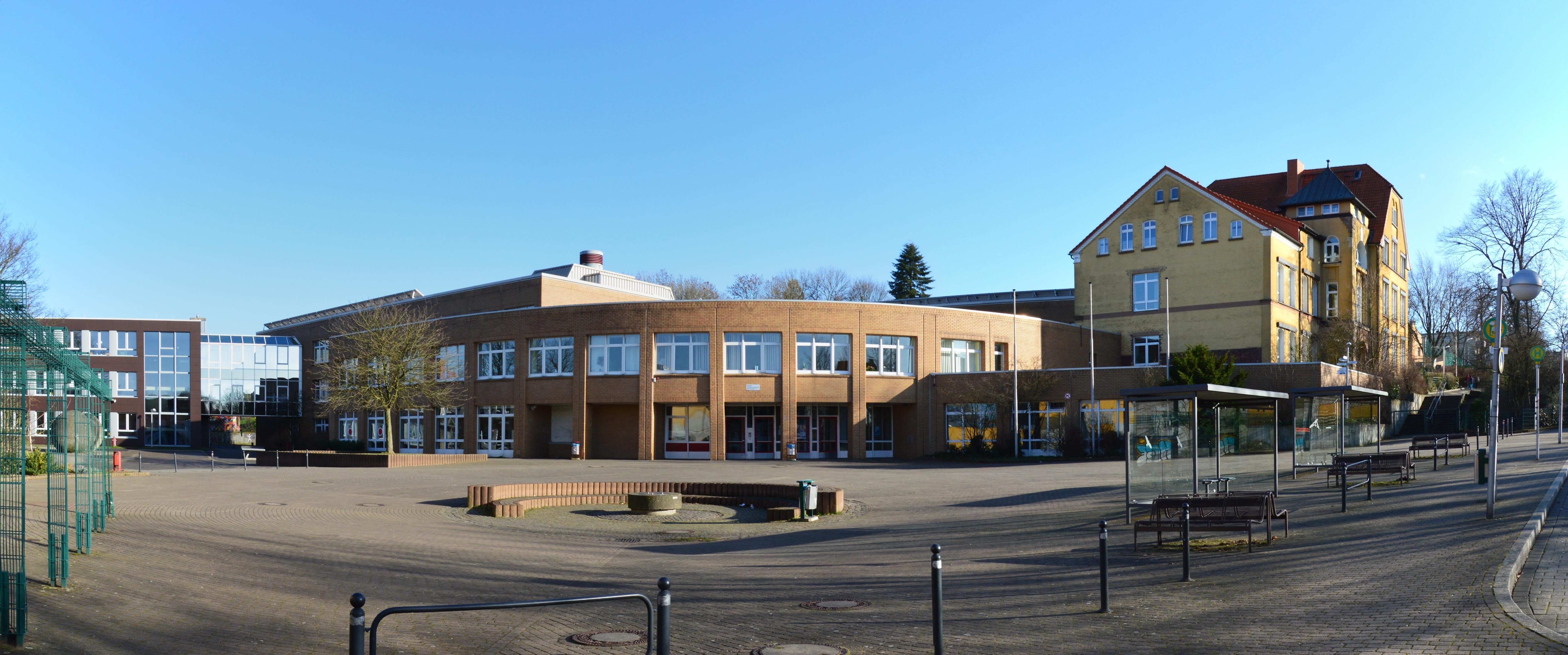
Holzkamp-Gesamtschule Witten, Haupteingang

Annen-Mitte-Süd ist ein Stadtteilbezirk von Annen, einem Stadtteil von Witten, Nordrhein-Westfalen. Er hatte am 31. Dezember 2015 insgesamt 7446 Einwohner.
Bei der Bezeichnung Annen-Mitte-Süd handelt es sich um ein verwaltungstechnisches Konstruktum. Zusammen mit dem Bezirk Annen-Mitte-Nord bildet Annen-Süd flächenmäßig das Gros des Stadtteils Annen. Im Gegensatz zu Annen-Nord befindet sich in Annen-Süd allerdings kaum Einzelhandel. Annen-Süd ist dicht bebaubt, entlang der Hauptverkehrsstraßen dominiert vier- bis fünfgeschossige Wohnbebauung das Bild, in Randlagen finden sich allerdings auch kleinere Reihenhaussiedlungen.

## Bildung
- Holzkamp-Gesamtschule Witten

## Kultur und Sehenswürdigkeiten

### Sportvereine und -einrichtungen
Das Wittener Freibad befindet sich in Annen-Süd.